# 名古屋議定書
名古屋議定書（なごやぎていしょ、英語: Nagoya Protocol）は、遺伝資源へのアクセスと利益配分を着実に実施するための手続きを定める国際文書のことである。
正式名称は「生物の多様性に関する条約の遺伝資源の取得の機会及びその利用から生ずる利益の公正かつ衡平な配分に関する名古屋議定書」で、2010年（平成22年）10月に日本の愛知県名古屋市で開催された生物多様性条約第10回締約国会議（COP10）で採択された。

## 概要
遺伝資源（有用な遺伝子を持つ動植物や微生物）を利用した場合に得られた利益について、金銭の支払いや共同研究への参加を通じて、資源がもたらす利益をその資源を提供した国（原産国など）と利用国とで分け合うことに実効性を与えた議定書である。大手メディアは、国際ルールとして合意されたと報道しているものの、この議定書は国内法をベースとしているなど、報道との間に大きな違いが見られている。この議定書の特徴は、国内法の域外適用という点である。研究者や企業といった遺伝資源の利用者は、遺伝資源の取得にあたってその国の国内法に従い取得した後、その取得国から外国へ持ち出した際、取得国の法令などを遵守させることがその利用国にはあるということを議定書15条、16条、17条で規定している。
COP10において、遺伝資源へのアクセスと利益配分（ABS：Access and Benefit Sharing）に関する当議定書と、2010年以降の世界目標である「愛知ターゲット」が採択された。愛知ターゲットにおいて、名古屋議定書は、「2015年までに、遺伝資源へのアクセスとその利用から生ずる利益の公正かつ衡平な配分に関する名古屋議定書が、国内法制度に従って施行され、運用される（目標16）」とされており、日本の愛知ターゲット達成に向けたロードマップでは、「可能な限り早期に名古屋議定書を締結し、遅くとも2015 年までに、名古屋議定書に対応する国内措置を実施することを目指す」としている。
当議定書は、2011年2月2日から2012年2月1日まで、ニューヨークの国連本部において署名のために開放され、50カ国以上の批准書、受諾書、承認書又は加入書の寄託から90日経過後に発効。2014年10月12日に議定書は発効した。
日本政府は2017年（平成29年）5月22日に批准書を提出して批准手続きが正式に完了し、99番目の批准国・地域となり、手続きの完了から90日後にあたる2017年8月20日に効力が発生した。
なお2017年8月現在、92カ国が署名し、100カ国が締約国となっている。

### 目的
「遺伝資源」の利用で生じた利益を、国際的に公平に配分することが目的である。遺伝資源の利用から生じる利益の公正かつ衡平な利益配分によって生物多様性の保全を図るとの考え方から、生物多様性条約の目的の一つ「公平性」を実現する方法の一つである。

### 背景
生物多様性を守るための資金確保の方法のひとつとして、「遺伝資源」の利用の薬品や食品等への成果についての原産国への公平な分配が考えられていた。従来、動物や植物などの個体についての取り決めはあったが、遺伝子（微生物）についての取り決めがなかった。

### 経緯
2006年のCOP8での決定において、COP10までに国際的な枠組み策定の作業を完了する（"complete its work"）こととしていたが、「利益配分を過去への遡及適用を行うか否か」、「利益配分の対象に派生物等への拡大を認めるか」、「監視機関（チェックポイント）を設置するか否か」など複数の大きな論点をめぐり、遺伝資源提供国（主に途上国）と利用国（主に先進国）との間に深い対立が続いた。結局、COP10までに合意には至らず、COP10期間中もこれらの論点について議論が継続された。しかし、対立の構図はCOP10の会議の最終局面まで変わらず、議定書成立は不可能とも思われたが、最終日に議長案によって妥結し、「名古屋議定書」の採択に至った。

## 内容

### 決議文（英語）
COP 10 Decision X/1

### 概要
- 遺伝資源と並び、遺伝資源に関連した先住民の伝統的知識も利益配分の対象とする。
- 利益には金銭的利益と非金銭的利益を含み、配分は互いに合意した条件に沿って行う。
- 遺伝資源の入手には、資源の提供国から事前の同意を得ることが必要。
- 多国間の利益配分の仕組みの創設を検討する。
- 人の健康上の緊急事態に備えた病原体の入手に際しては、早急なアクセスと利益配分の実施に配慮する。
- 各国は必要な法的な措置を取り、企業や研究機関が入手した遺伝資源を不正利用していないか、各国がチェックする。

## 諸外国等の動向
多くの国で名古屋議定書の批准に向けた国内制度作りが進められており、環境省において開催されている検討会での配布資料によると、下記の通り。
- EU
  - 10月4日付で欧州委員会が主に利用国措置を規定する規則案を公表。今後EU環境相理事会及び欧州議会で審議。採択の決定までに12～18ヶ月を要するとされている。
  - 規則の採択と議定書の締結はCOP12までに実現できる見込み。
  - 規則案はこちら

（参考）
欧州委員会とは、EUの執行機関（日本では内閣に相当）であり、各加盟国から1名ずつ任命された委員（閣僚に相当）で構成。各分野の総局（省庁に相当）が設置されており法案提案、欧州連合基本条約等に基づく諸規則の適用、EU法の適用の監督を行う。
EU規則とは、EUの法的措置の一形態であり、その全ての部分が拘束力を持ち、かつ、加盟国で直接適用が可能。
（なお、同じく法的措置の一形態である「EU指令」では達成されるべき結果について指定した加盟国を拘束し、具体的な形式及び手法の選択は加盟国に委ねられる点でEU規則と異なる。）
- EU加盟国
  - デンマークは利用国措置を中心とした法案のパブリックコメントを実施中であるが、EUの規則案を踏まえて調整するとしている。法案は来年議会に提出の予定。法案はこちら
  - フランスはABSについても扱う生物多様性法を2013年までに制定予定。

- スイス
  - 法案のパブリックヒアリングを9月4日に終え、その結果を踏まえて法案を見直し中。今後連邦当局との調整の上で、連邦参事会や国会に諮問。2013年末までに締結できる可能性。
  - 法案はこちら

- ノルウェー
  - 自然多様性法の規則案を作成中であり、今秋よりパブリックヒアリングを実施予定。
  - 締結は2013年3月までに実現できる見込み。

- ブータン
  - 批准書を寄託する手続き中であり、締結間近。
  - 提供国措置については生物多様性法が存在するが、議定書への対応のため、追加的措置を定める政策案を作成中。

- インドネシア
  - 議定書の締結のための法案（詳細不明）について、政府による審議を既に開始。
  - 順調に進めば年末までに締結できる見込み。

- マレーシア
  - 提供国措置を主とする法案のパブリックコメントを10月7日に終了。

- ナミビア
  - ABS 法案（詳細不明）を作成中。年末又は年明けすぐに締結の見込み。

- その他
  - 南アフリカ、モロッコ、オマーン、チュニジア、ミクロネシア、コスタリカ、ペルーで締結に向けた国会承認等の動きあり。

- 日本
  - 日本政府は2017年（平成29年）5月22日に批准書を提出して批准手続きが正式に完了し、99番目の批准国・地域となった[4]。効力発生は2017年8月20日[2]。